# Glen Rose (Texas)
Glen Rose város az USA Texas államában, Somervell megyében, melynek megyeszékhelye is. Lakosainak száma 2659 fő (2020. április 1.).

## Népesség
A település népességének változása:
| Lakosok száma | 132  | 2444 | 2659 |
|               | 1880 | 2010 | 2020 |